# Eric Malpass

Unterschrift von Eric Malpass (1979)

Eric Lawson Malpass (* 14. November 1910 in Derby; † 16. Oktober 1996 in 
Bishop's Waltham, City of Winchester, Hampshire) war ein englischer Schriftsteller.

## Biografie
Malpass arbeitete lange Zeit als Bankangestellter in Mittelengland, bevor er 1947 eine Stelle bei der BBC antrat. Er wurde Mitarbeiter bei mehreren großen Zeitungen, wie auch des Observer, dessen Kurzgeschichten-Wettbewerb er 1954 gewann. 1960 wurde sein Roman Beefy ist an allem schuld (englischer Originaltitel: Beefy Jones) in Italien mit der Goldenen Palme für das beste humoristische Buch dieses Jahres ausgezeichnet. 
Eric Malpass lebte als freier Schriftsteller in Long Eaton, East Midlands, nahe Nottingham.
Er war ab 1936 verheiratet. Aus der Ehe ging ein Sohn hervor.
Malpass war ein Shakespeare-Liebhaber, was in fast allen seinen Romanen deutlich wird. Er verfasste neben den populär gewordenen Gaylord-Romanen Morgens um sieben ist die Welt noch in Ordnung (englischer Originaltitel: Morning’s at seven) und Wenn süß das Mondlicht auf den Hügeln schläft (englischer Originaltitel: At the Height of the Moon) noch fünf weitere Romane dieser Reihe, die aber nicht den Bekanntheitsgrad der beiden ersten Bücher erlangten, was wohl auch im Zusammenhang mit deren Verfilmung steht. Eine weitere Erzählung, die ebenfalls in Deutschland als Filmstoff verarbeitet wurde, war Als Mutter streikte (englischer Originaltitel: Oh My Darling Daughter). Die dreiteilige Shakespeare-Biografie Liebt ich am Himmel einen hellen Stern (englischer Originaltitel: Sweet Will), Unglücklich sind wir nicht allein (englischer Originaltitel: The Cleopatra Boy) und Hör ich im Glockenschlag der Stunden Gang (englischer Originaltitel: A House of Women) zeugt von Malpass’ Passion für den großen Dramatiker. Fast alle seine Bücher sind humorvolle Familienerzählungen, in denen „Malpass Glück nicht als Zustand oder Konvention“ definiert, „sondern als Moment der Zuversicht inmitten all der Unsicherheiten, Zweifel und Fehlschläge, aus denen das normale Leben zu bestehen pflegt“ (Sybil Gräfin Schönfeldt). Bis auf Morgens um sieben ist die Welt noch in Ordnung ist sein ins Deutsche übersetztes Werk im Buchhandel überwiegend vergriffen.
Malpass starb im Alter von 85 Jahren in Bishop's Waltham, Hampshire.

## Werke
Shakespeare-Biografie (Shakespeare-Trilogie)
- Liebt ich am Himmel einen hellen Stern (engl. Originaltitel: Sweet Will, 1973)
- Unglücklich sind wir nicht allein (engl. Originaltitel: The Cleopatra Boy, 1974)
- Hör ich im Glockenschlag der Stunden Gang (engl. Originaltitel: A House of Women, 1975)

Gaylord-Romane (Romane über die Familie Pentecost)
- Morgens um sieben ist die Welt noch in Ordnung (engl. Originaltitel: Morning’s at seven, 1965) (Platz 1 der Spiegel-Bestsellerliste vom 17. April bis zum 19. November 1967 und 27. November 1967 bis zum 24. März 1968)
- Wenn süß das Mondlicht auf den Hügeln schläft (engl. Originaltitel: At the Height of the Moon, 1967) (Platz 1 der Spiegel-Bestsellerliste in den Jahren 1968 und 1969)
- Fortinbras ist entwischt (engl. Originaltitel: Fortinbras has escaped, 1968)
- Lieber Frühling komm doch bald (engl. Originaltitel: The Long Long Dances, 1977)
- Schöne Zeit der jungen Liebe (engl. Originaltitel: Summer Awakening, 1978)
- Und doch singt die Amsel (engl. Originaltitel: Evensong, 1982)
- Wenn der Tiger schlafen geht (engl. Originaltitel: Pig-in-the-Middle, 1989)

Weitere humorvolle Romane
- Beefy ist an allem schuld (engl. Originaltitel: Beefy Jones, 1957)
- Als Mutter streikte (engl. Originaltitel: Oh My Darling Daughter, 1970)
- Familie Limmerick (1971)

Zeitromane (Romane, die sich auf eine bestimmte geschichtliche Epoche beziehen)
- Und der Wind bringt den Regen (engl. Originaltitel: The Wind Brings Up The Rain, 1978)
- Liebe blüht zu allen Zeiten (engl. Originaltitel: The Raising of Lazarus Pike, 1980)
- Lampenschein und Sternenlicht (engl. Originaltitel: The Lamplight and The Stars, 1985)
- Thomas Cranmer oder die Kraft der Schwäche (engl. Originaltitel: Of Human Frailty, 1986)

## Verfilmungen
- Morgens um sieben ist die Welt noch in Ordnung, 1968
- Wenn süß das Mondlicht auf den Hügeln schläft, 1969
- Als Mutter streikte, 1974
- Mon ami Gaylord (franz. Miniserie, basierend auf Morgens um sieben ist die Welt noch in Ordnung), 1979